# Wanshou Gongyuan
Wanshou Gongyuan (kinesiska: 万寿公园) är en park i Kina. Den ligger i storstadsområdet Peking, i den norra delen av landet, i huvudstaden Peking. Wanshou Gongyuan ligger 48 meter över havet.
Runt Wanshou Gongyuan är det tätbefolkat, med 849 invånare per kvadratkilometer. Närmaste större samhälle är Peking, 4,4 km nordost om Wanshou Gongyuan. Runt Wanshou Gongyuan är det i huvudsak tätbebyggt.
Genomsnittlig årsnederbörd är 694 millimeter. Den regnigaste månaden är juli, med i genomsnitt 226 mm nederbörd, och den torraste är januari, med 2 mm nederbörd.